# Eugraphe signum
Eugraphe signum är en fjärilsart som beskrevs av Fabricius 1787. Eugraphe signum ingår i släktet Eugraphe och familjen nattflyn. Inga underarter finns listade i Catalogue of Life.